# MGM+
MGM+, precedentemente noto come Epix (pronunciato epics e stilizzato come eᴘix), è una rete televisiva statunitense a pagamento via cavo e satellitare di proprietà della MGMPlus Entertainment di MGM (Metro-Goldwyn-Mayer), che è a sua volta una sussidiaria di MGM Holdings, Inc. di Amazon. La programmazione del canale consiste in film cinematografici recenti e meno recenti, serie televisive originali, documentari e speciali musicali e comici.
Lanciato originariamente negli Stati Uniti nell'ottobre 2009, MGM+ è guidato da Michael Wright e, da quando è entrato a far parte della rete nel novembre 2017, Epix/MGM+ ha annunciato molte nuove serie tra cui Il Padrino di Harlem con Forest Whitaker, Pennyworth, la storia delle origini del maggiordomo di Batman Alfred (passata poi ad HBO Max per la terza stagione, con MGM+ che mantiene i diritti di seconda trasmissione della serie), Perpetual Grace, LTD con Ben Kingsley e Jimmi Simpson, Deep State, la serie senza copione Unprotected Sets prodotta da Wanda Sykes e il ritorno di The Contender.
MGM+ e, i suoi tre canali multiplex sono venduti dalla maggior parte dei tradizionali distributori di programmazione video multicanale come servizi premium o come parte di altri servizi digitali, nonché da over-the-top MVPD Sling TV, DirecTV Stream,  Philo, FuboTV e YouTube TV.
Il servizio è anche venduto direttamente al consumatore tramite un servizio di streaming proprietario con lo stesso nome e tramite abbonamenti a pagamento indipendenti in aggiunta al servizio tradizionale di altre piattaforme televisive a pagamento come Apple TV Channels, Amazon Channels e The Roku Channel. Ogni piattaforma digitale fornisce una libreria di contenuti video on demand e live streaming dei canali televisivi lineari MGM+ (il servizio di streaming autonomo e il canale Amazon Video forniscono feed di tutti e quattro i canali multiplex MGM+; gli abbonati Apple e Roku ricevono solo il feed East Coast del canale MGM+ principale).
A seguito dell'acquisizione della società madre Metro-Goldwyn-Mayer, che aveva rilevato le quote dai co-fondatori Lionsgate e Paramount alla fine del 2017, da parte di Amazon nel 2022, la rete ha annunciato a settembre che avrebbe rinominato il servizio come MGM+ dal 15 gennaio 2023, al culmine di un graduale rebranding della rete per poter utilizzare il logo della stessa MGM dopo l'acquisizione, oltre al riposizionamento della rete da parte di Amazon come servizio gemello di Amazon Prime Video e Amazon Freevee.

## Origini
La Paramount Pictures è coinvolta nell'industria della televisione a pagamento sin dagli anni '50. Dal 1953 al 1961, la Paramount possedeva Telemeter, un ambizioso ma costoso sistema televisivo che trasmetteva utilizzando circuiti chiusi, in contrapposizione alle normali frequenze di trasmissione, su cui i clienti potevano acquistare programmi inserendo monete in una scatola di raccolta.
Nell'aprile 1980, Paramount (allora di proprietà di Gulf+Western), MCA/Universal Studios, Columbia Pictures e 20th Century Fox collaborarono con Getty Oil per sviluppare congiuntamente un servizio via cavo a pagamento che sarebbe stato chiamato Premiere. Il canale proposto avrebbe mantenuto i diritti esclusivi di prima visione per i lungometraggi più recenti distribuiti da ciascuno degli studi (che sarebbero stati trasmessi nove mesi prima rispetto alla loro trasmissione iniziale su altri canali premium, ben quattro mesi in meno rispetto al periodo medio tra la proiezione nelle sale di un film uscita e il loro ingresso nel mercato della televisione a pagamento), oltre a tramettere film selezionati da altri studi senza alcuna esclusiva. Dispiaciuti dal fatto che l'impresa avrebbe probabilmente dato ai quattro studi il controllo sproporzionato del mercato della televisione a pagamento, Home Box Office, Inc. (allora di proprietà di Time-Life), Warner-Amex Satellite Entertainment e Viacom/TelePrompTer, allora i rispettivi proprietari di HBO, The Movie Channel e Showtime intentarono una causa antitrust contro gli studi presso il Dipartimento di Giustizia degli Stati Uniti. Dopo aver esaminato il caso, il Dipartimento di Giustizia ha emesso un'ingiunzione che bloccava il previsto lancio di Premiere il 1 gennaio 1981, ritenendo l'impresa un boicottaggio illegale dei servizi a pagamento esistenti che li avrebbe esposti a possibili danni finanziari se la sua presenza avesse comportato la fissazione dei prezzi di titoli cinematografici. Paramount, MCA, Fox e Columbia decisero quindi di abbandonare l'impresa dopo la sentenza.
Nell'agosto 1982, MCA/Universal e Gulf+Western raggiunsero un accordo con Warner Communications per acquisire ciascuna il 25% delle quote di The Movie Channel, un servizio a pagamento in difficoltà allora di proprietà di Warner-Amex Satellite Entertainment, un'impresa televisiva via cavo di Warner e American Express, che avrebbe mantenuto la restante quota del 25% nell'ambito della proposta di collaborazione. Questa proposta fu guidata dagli studi che desideravano aumentare le entrate dalla concessione in licenza dei loro film a servizi televisivi premium in quanto temevano che il servizio premium dominante HBO detenesse un potere negoziale indebito per questi diritti attraverso le sue acquisizioni di titoli di film prima della loro uscita nelle sale. Nel gennaio 1983, la proposta fu modificata per includere Viacom International, che proponeva di consolidare The Movie Channel e Showtime (di cui Viacom aveva acquisito la quota del 50% ereditata da Group W Cable attraverso la sua precedente fusione con TelePrompTer per $75 milioni nell'agosto 1982) fondendole. Quattro dei partner deterrebbero rispettivamente il 22,58% di entrambe le reti, con American Express che avrebbe posseduto il restante 9,68%. Come con la precedente proposta di Premiere, il Dipartimento di Giustizia ha sottoposto la proposta al controllo normativo poiché Warner, Universal e Paramount hanno ricevuto il 50% delle rispettive entrate totali dalle uscite dei film e dalle tasse di licenza dai servizi premium; la quota del 30% che sarebbe stata detenuta dalla combinazione Showtime-TMC avrebbe inoltre formato un oligopolio nel mercato delle tv via cavo a pagamento con HBO e Cinemax (che, pur con la presenza di concorrenti minori all'epoca come Bravo e Home Theater Network, controllavano il restante 60% del mercato).
La proposta è stata rivista due volte per affrontare questi problemi e altri citati dai dirigenti della HBO in risposta a una causa civile antitrust contro la fusione Showtime-Movie Channel, intentata dal Dipartimento di Giustizia il 10 giugno 1983. Ciò culminò con l'abbandono della partnership da parte di Paramount (Gulf+Western) e Universal nella revisione finale presentata il 28 luglio 1983; Warner Communications, Viacom e Warner-Amex divennero gli unici partner rimasti nella proposta, in questo modo come citato dal Dipartimento di Giustizia avrebbe "prevenuto l'insorgere di qualsiasi effetto anticoncorrenziale [nei confronti di altri servizi premium che desiderano entrare nel mercato]", soddisfacendo quindi la richiesta formale del dipartimento che approvò la proposta il 13 agosto (tre settimane prima che fosse finalizzata il 6 settembre). Poco dopo, la Paramount firmò un accordo di distribuzione esclusiva con Showtime, che aveva già mantenuto un accordo di licenza con Metro-Goldwyn-Mayer che dava al servizio diritti esclusivi via cavo a pagamento per i film della MGM.
L'accordo Showtime-Paramount si concluse con astio e quindi nella primavera del 1989, la Paramount stipulò un accordo di licenza esclusiva con la HBO, successivamente, in maggio, la Paramount intentò una causa contro Showtime Networks, la sua controllante Viacom e la società madre di entrambe le entità, la National Amusements, per il presunto rifiuto di Showtime di pagare un totale di 88 milioni di dollari di diritti per cinque film, tutti con scarse prestazioni nelle loro uscite nelle sale, e ridurre così il suo pacchetto a soli 75 film dello studio. Showtime avrebbe riguadagnato i diritti via cavo a pagamento di prima visione per i film della Paramount attraverso un accordo di distribuzione di sette anni firmato nel maggio 1995, questo in seguito alla fusione di Viacom con la società madre della Paramount Pictures, la Paramount Communications, l'anno precedente; questo accordo ha concesso ai servizi di Showtime Networks (cioè Showtime, The Movie Channel e Flix) i diritti esclusivi su tutti i film prodotti dallo studio dal 1997 in poi a partire dal gennaio 1998, dopo cioè la scadenza del contratto della Paramount con la HBO.
Metro-Goldwyn-Mayer (MGM) firmò un accordo esclusivo per i diritti via cavo premium di prima visione con Showtime nel 1981, che comprendeva i film e le uscite dello studio attraverso la sua sussidiaria United Artists; Showtime e MGM hanno rinnovarono l'accordo nell'aprile 1985 (per dieci anni, inizialmente condivisa con HBO e Cinemax), nel settembre 1993 (per sei anni, con una proroga firmata nel marzo 1998), e nell'aprile 2000 (per nove anni). L'accordo di rinnovo del 2000 includeva anche lo sviluppo e la produzione di tre serie originali, che sarebbero state Dead Like Me, The L Word e Barbershop: The Series per Showtime tra il 2003 e il 2007. MGM aveva già prodotto alcuni programmi originali per Showtime al momento di quell'accordo, in particolare The Outer Limits e Stargate SG-1, entrambi adattamenti di franchise di fantascienza di proprietà di MGM. Nel 2002, dopo che terminò l'accordo di distribuzione a lungo termine con HBO e Cinemax, la Lions Gate Entertainment si unì a Paramount e MGM come principali fornitori di film per Showtime. Il contratto di distribuzione di Paramount con Showtime è scaduto nel gennaio 2008, tre anni dopo che la struttura aziendale originale di Viacom è stata suddivisa in due società autonome (Viacom e CBS) sempre sotto la National Amusements: le nuove società scisse adotteranno una il nome Viacom, che rilevò le operazioni di Paramount e altre divisioni tra cui i canali via cavo (MTV, VH1, Nickelodeon e Comedy Central) e CBS Corporation, che, tra le poche proprietà che ha mantenuto dalla sua entità pre-scissione, è stata la proprietà di Showtime Networks, i rispettivi contratti di MGM e LionsGate con Showtime sono successivamente scaduti alla fine di quell'anno.
Queste due nuove entità si riunirono nel 2019 dando vita alla Paramount Gobal.

## Storia

### Sviluppo e lancio
La nascita di Epix è stata annunciata il 21 aprile 2008, dopo che i negoziati individuali tra Paramount Pictures, MGM e Lionsgate con Showtime per rinnovare i loro accordi per la trasmissione dei loro prodotti si sono interrotti, ciascuno dei tre studi non era d'accordo con Showtime sulle tariffe di licenza che Showtime era disposta a pagare per consentire la messa in onda delle loro produzioni future sui servizi di Showtime Networks.
Nel dicembre 2008, i tre studi, (che hanno chiamato la loro holding, nata per la creazione del canale, Studio 3 Partners) (ribattezzata Epix Entertainment LLC dopo essere passata sotto la proprietà esclusiva di MGM), scelsero il nome "Epix" per il loro canale televisivo lineare a pagamento e per il servizio on-demand. La partnership annunciò formalmente il lancio di Epix alla convention della National Association of Television Program Executives (NATPE) il 27 gennaio 2009. Mark Greenberg, che in precedenza ha lavorato come dirigente marketing presso HBO, vicepresidente esecutivo di Showtime e amministratore delegato della società di gestione e consulenza MSCGI (i cui clienti includevano Blockbuster Entertainment, Comcast e Lionsgate), ha creato il piano aziendale e la strategia, e ha collaborato con il consorzio Lionsgate/MGM/Paramount per costruire e lanciare la rete. Greenberg è stato presidente fondatore e amministratore delegato (CEO) di Epix, guidandola dalla sua creazione all'inizio del 2008 fino alla sua totale acquisizione da parte di MGM, fino a quando non si è dimesso dopo un mandato di nove anni nel settembre 2017.
La rete si concentrerà sia sui lungometraggi recenti di Paramount (in particolare quelli usciti dopo il 2008), MGM/United Artists e Lionsgate (costituiti da film distribuiti da ogni studio dal 2009 in poi), sia sui contenuti della libreria di ciascuno degli studi. A poche settimane dal suo lancio nell'ottobre 2009, Epix firmò accordi esclusivi sui contenuti di film in prima visione con due studi aggiuntivi: uno con Samuel Goldwyn Films per trasmettere un pacchetto di 20 film cinematografici recenti e di prossima uscita dallo studio, e un altro per portare un pacchetto di 22 lungometraggi recenti e di prossima uscita dallo studio cinematografico indipendente Roadside Attractions (di cui Lions Gate Entertainment aveva acquisito una quota di minoranza del 45% nel luglio 2007). Studio 3 Partners ha scelto la suddivisione Viacom MTV Networks (ora Paramount Media Networks) per fornire supporto operativo, servizi di marketing e distribuzione di affiliazione per il canale. (Attraverso la proprietà sia della società madre di Showtime Networks, la CBS Corporation che di Viacom che controllava Paramount, la National Amusements controllava quattro dei nove servizi televisivi a pagamento americani allora in funzione - Epix, Showtime, The Movie Channel e Flix - questo fino a quando Viacom non ha ceduto la sua quota di maggioranza di Epix nel 2016).
Sebbene Epix sia stato annunciato per la prima volta da Studio 3 Partners come un servizio rigorosamente premium, alla fine ha iniziato a cercare la distribuzione come canale ibrido premium/digitale, sebbene la sua programmazione sarebbe stata presentata senza modifiche per la trasmissione di contenuti discutibili e senza pubblicità commerciale (una struttura simile al metodo di distribuzione di Starz Encore). Inoltre il canale ha anche richiesto un canone mensile da $1 a $1,50 per abbonato dai propri "diffusori" del servizio. Epix ha raggiunto il suo primo accordo di trasmissione il 28 luglio 2009, con Verizon FiOS. Di contro, quell'agosto, cioè due mesi prima del lancio del canale, tre principali fornitori di televisione a pagamento, il fornitore di servizi via cavo Comcast e Cablevision e il fornitore di servizi satellitari DirecTV, annunciarono formalmente che non avrebbero trasmesso Epix. DirecTV ha riguardo alla sua decisione di non portare il canale, riferì: "Pensiamo che ci siano già abbastanza [canali premium] là fuori, non vediamo il valore dell'aggiunta di un altro canale di film".
Il 28 agosto 2009, Epix ha offerto un'anteprima gratuita agli abbonati Verizon FiOS, mostrando film selezionati che sarebbero stati offerti dal canale al suo debutto formale. Durante questa anteprima, Epix ha aggiunto tra i cinque e i sette film ogni tre giorni, scelti dalle librerie dei suoi tre principali sostenitori dello studio, comprese le anteprime premium via cavo delle uscite del 2008: Iron Man, Indiana Jones e il regno del teschio di cristallo e Cloverfield. Il 25 settembre 2009, il canale ha annunciato l'intenzione di lanciare un servizio di video on demand online ampliato, noto come "Epix MegaPlex", che avrebbe offerto un minimo di 3.000 titoli di film a partire dall'estate del 2010, rispetto ai circa 200 titoli che il servizio base di VOD online di Epix avrebbe offerto al momento del lancio ufficiale del servizio nell'ottobre 2010. L'offerta online di Epix comprendente oltre 3.000 titoli per lo streaming, è disponibile per tutti gli abbonati tramite le app ed Epix.com, grazie a ciò, Epix è in grado di offrire una libreria di film in streaming più ampia rispetto alle offerte streaming combinate dei suoi concorrenti. La rete continua ad espandere la sua selezione VOD attraverso operatori via cavo, satellitari e telco, tuttavia, tramite questo metodo non include più di 150-200 titoli al mese a causa dei limiti di larghezza di banda di trasmissione di questi sistemi.
Il servizio televisivo Epix è stato lanciato ufficialmente alle ore 20:00 (EST) il 30 ottobre 2009 sui sistemi Verizon FiOS, diventando il primo canale via cavo premium negli Stati Uniti (senza contare i servizi multiplex dei servizi a pagamento esistenti) a debuttare da quando Liberty Media e Tele-Communications, Inc. hanno lanciato Starz 15 anni prima, il 1 febbraio 1994. Il primo programma in onda sul canale è stato il film Iron Man, seguito dal concerto speciale Madonna Sticky & Sweet Tour: Live from Buenos Aires. Inizialmente un servizio a canale singolo Epix, è stato offerto agli abbonati di Verizon FiOS per $9,99 al mese, il quale ha trasmesso il canale gratuitamente durante il suo weekend di debutto. (Prezzo significativamente inferiore alle tariffe di abbonamento di altri canali premium, che normalmente variano da $12,99 a $17,99 al mese). Epix ha inoltre fornito ai clienti, compresi quelli che non erano abbonati a Verizon FiOS, anteprime gratuite del servizio online ogni fine settimana fino alla fine di novembre 2009, consentendo l'accesso ai contenuti del sito Web utilizzando i codici di invito forniti in base all'ordine di richiesta.

### Espansione
Cox Communications ha raggiunto un accordo con Epix il 9 gennaio 2010, per trasmettere i feed standard e ad alta definizione del canale lineare, insieme alle sue piattaforme di video on demand e streaming online, sono stati così aggiunti ai sistemi di Cox negli Stati Uniti il 1 aprile 2010. Mediacom ha firmato invece un contratto di trasmissione con Epix il 14 gennaio 2010.
Il 19 aprile 2010, Epix ha ottenuto il suo primo (e prima del 2015, unico) partner nazionale di distribuzione televisiva a pagamento quando Dish Network ha annunciato che avrebbe immediatamente iniziato a portare il canale come parte del suo pacchetto "PlatinumHD". Successivamente, Epix ha lanciato i suoi primi due canali multiplex sul provider satellitare durante l'anno solare 2010: Epix 2 ha debuttato per primo il 12 maggio, seguito dal debutto l'11 agosto di The 3 From Epix (ora Epix Hits), che trasmetteva principalmente film usciti dagli anni '70 ad oggi. Dish Network avrebbe ampliato la sua relazione con Epix il 16 febbraio 2015, come parte di un accordo di rinnovo, con il quale si includeva, ampliando l'offerta, tutti e quattro i canali Epix agli abbonati del suo servizio televisivo over-the-top Sling TV come servizio premium aggiuntivo, insieme con accesso al film on demand di Epix e ai contenuti di programmazione originali. Sling ha aggiunto i nuovi canali Epix il 4 marzo 2015, con il multiplex a quattro canali reso disponibile come parte del lancio del suo livello di programmazione "Hollywood Extra". (Sling attualmente offre tutti e quattro i canali multiplex Epix come componente premium a un costo aggiuntivo, mentre Epix Drive-In è offerto come canale autonomo disponibile a tutti gli abbonati di base dei suoi pacchetti Sling Orange e Sling Blue).
Il 29 aprile 2010, Charter Communications ha iniziato a offrire Epix come pacchetto con contenuti video on demand sia in definizione standard (150 titoli alla volta) che in alta definizione (75 titoli alla volta), insieme allo streaming online per $10 al mese. Il 10 agosto 2010, Netflix ha annunciato di aver raggiunto un accordo di licenza esclusivo con Epix, consentendo agli abbonati del servizio di streaming di accedere ai titoli dei film distribuiti dalle società di Epix. I titoli a cui Netflix ha ottenuto l'accesso sono diventati disponibili sul servizio meno di un mese dopo, il 1 settembre 2010, con alcuni dei più recenti film di Epix pubblicati anche su Netflix entro 90 giorni dalla loro prima messa in onda sui servizi streaming di Epix. Il 31 dicembre dello stesso anno, Suddenlink Communications ha raggiunto un accordo con Viacom per portare Epix e i canali come MTV, VH1, Comedy Central, Spike e Nickelodeon/Nick at Nite sui propri canali via cavo.
Il 4 settembre 2012, in seguito alla scadenza della clausola di esclusività nell'accordo con Netflix, Epix ha stipulato un accordo triennale anche con Amazon per fornire contenuti cinematografici sul suo servizio di streaming Prime. I film saranno così sia su Amazon che su Netflix dopo lo stesso periodo di ritardo di 90 giorni dopo il loro debutto su Epix.
Fin dal suo inizio, Epix è stato tra i primi servizi televisivi in abbonamento a istituire la funzionalità TV Everywhere, è stata la prima rete premium a rendere disponibili i suoi film per lo streaming (a partire dal lancio della rete nel 2009, i suoi film erano disponibili tramite Epix.com) ed è stata la prima rete premium a rendere disponibili i contenuti del suo programma su dispositivi Roku, console Xbox, PlayStation 3 e PlayStation Vita (tramite un'apposita app per console più vecchie, rilasciata il 7 novembre 2013 in seguito all'accordo Studio 3 e Sony Corporation siglato il 3 gennaio di quello stesso anno) e su PlayStation 4.
Il 2 giugno 2014, Bright House Networks (che verrà comprata e fusa con Time Warner Cable  dalla Charter Communications nel novembre 2016 formando così la Charter Spectrum), ha aggiunto il multiplex Epix con tutti e quattro i canali offrendo ai suoi abbonati un'anteprima gratuita di tre mesi al suo lancio iniziale. Il mese successivo, il 14 luglio, Epix ha firmato un accordo di distribuzione multipiattaforma con AT&amp;T U-verse, con il quale il contenuto del canale sarebbe stato reso disponibile agli abbonati attraverso il sito Web e le app di Epix e U-verse, nonché su AT&T on Demand. Il 4 marzo 2014, Time Warner Cable, uno dei fornitori di servizi via cavo che inizialmente aveva rifiutato di trasmettere il canale, ha annunciato di aver raggiunto un accordo con Viacom per iniziare a trasmettere Epix e i suoi canali multiplex a partire dal 18 marzo.
Il 31 agosto 2015, Epix ha annunciato di aver firmato un contratto di licenza pluriennale non esclusivo in cui Hulu avrebbe ottenuto i diritti parziali per lo streaming dei film. In conseguenza di questo accordo, Netflix ha annunciato che non avrebbe rinnovato il contratto di licenza con Epix, tutti i film di Epix disponibili in streaming su Netflix tramite il precedente accordo furono rimossi alla scadenza del contratto alla fine di settembre 2015.

### Acquisizione da parte di MGM delle quote di Paramount e Lionsgate; vendita ad Amazon
Il futuro di Epix è stato messo in discussione attraverso transazioni che hanno coinvolto Paramount Pictures e Lionsgate durante la seconda metà del 2016. Il 30 giugno 2016, Lionsgate ha accettato di acquisire Starz Inc. (la società madre del servizio a pagamento rivale Starz e le sue reti sorelle Starz Encore e MoviePlex) per 4,4 miliardi di dollari in contanti e azioni. Successivamente, il 29 settembre 2016, il CEO di National Amusements Shari Redstone ha inviato un memorandum ai dirigenti di CBS Corporation e Viacom, con l'intenzione di aprire le trattative per il riconsolidamento delle due società in un'unica entità che avrebbe probabilmente incluso anche Showtime Networks di proprietà della CBS, tuttavia il 12 dicembre National Amusements ha annullato la proposta di fusione, citando disaccordi sulle stime di valutazione presentate da Viacom e sulla richiesta di Les Moonves di mantenere la relativa autonomia gestionale che allora deteneva come CEO di CBS Corporation, qualora fosse stato insediato a capo della società risultante dalla fusione. Moonves si è poi dimesso dalla sua posizione di CEO della CBS il 9 settembre 2018, a causa di accuse di abusi sessuali da parte di ex dipendenti della CBS Corporation. CBS e Viacom avrebbero successivamente ripreso i colloqui sulla riunificazione aziendale nel 2018, sette mesi dopo che la CBS era in trattative per acquisire Starz da Lionsgate poi finito in un nulla di fatto, conclusi il 4 dicembre 2019 e grazie ai quali National Amusements ha infine riunito Viacom e CBS Corporation in ViacomCBS, riportando Showtime e Paramount Pictures sotto la stessa azienda.
All'incontro con gli investitori all'inizio di gennaio 2017, il CEO di Lionsgate, Jon Feltheimer ha lasciato intendere che avrebbe esplorato opzioni strategiche per quanto riguarda la sua partecipazione in Epix, inclusa una possibile vendita che gli avrebbe consentito di concentrarsi su Starz, di cui Lionsgate ha completato l'acquisto l'8 dicembre 2016, Feltheimer ha affermato che Epix "è molto preziosa e fa perdere denaro" e che Viacom e MGM "si renderanno conto del valore, in qualsiasi modo decidiamo sia il migliore per le nostre aziende". Gli analisti finanziari hanno stimato che Epix avrebbe un valore tra $1 e $2 miliardi (individualmente, la parte di Lionsgate nel canale è stato valutata in $458 milioni, quella di MGM in circa $277,7 milioni e di Viacom in circa $739 milioni). Il 26 gennaio, fonti riservate di Studio 3 Partners hanno confermato a Reuters che Lionsgate aveva avviato trattative per vendere la sua quota del 31% in Epix a MGM e Paramount/Viacom, se fosse stato raggiunto un accordo, i due partner rimanenti sarebbero diventati partner al 50-50 in Epix.
Il 9 marzo 2017, Reuters ha riferito che MGM era in trattative per rilevare le partecipazioni in Epix detenute sia da Lionsgate che Viacom (quest'ultima stava studiando varie vie da percorrere, inclusa la vendita di asset non strategici, per ripagare il suo debito di $12 miliardi e concentrarsi sulla ristrutturazione di Paramount Pictures e dei servizi di Viacom Media Networks). Queste trattative sono culminate in un accordo formale annunciato il 5 aprile 2017, con il quale annunciavano che MGM avrebbe acquisito le quote combinate dell'80,91% di Viacom e Lionsgate (rispettivamente il 49,76% della prima e del 31,15% della seconda) per un totale di $1,032 miliardi (un prezzo di acquisto basato su una valutazione totale di $1,275 miliardi per il canale, e dei $75 milioni di commissioni da distribuire tra ciascuno dei partner). L'11 maggio 2017, MGM ha annunciato di aver completato l'acquisizione dell'80,9% delle quote detenute da Viacom e Lionsgate in Epix, conferendole il pieno controllo della rete.
Sotto il controllo di MGM, Epix ha continuato ad espandere la sua distribuzione ai tradizionali fornitori di pay-tv che originariamente si erano rifiutati di offrire il canale, colmando gran parte delle lacune rimanenti nella sua copertura di distribuzione nazionale. Il 28 novembre 2017, MGM ha raggiunto un accordo di trasmissione a lungo termine con Comcast per offrire Epix come contenuto premium aggiuntivo per gli abbonati video X1 e gli utenti della sua app Xfinity Stream,  disponibile dal 13 giugno 2019. Comcast il 4 dicembre 2019 iniziato ad ampliare la disponibilità di Epix per sostituire Starz sulla maggior parte dei suoi bundle video Xfinity TV sostituzione completata il 10 dicembre. Il 12 aprile 2019, MGM ha raggiunto un accordo con YouTube TV per offrire i quattro canali lineari Epix come componente aggiuntivo premium, oltre a fornire l'accesso ai contenuti VOD di Epix agli abbonati del servizio.
Il 5 maggio 2019, Epix e AT&T hanno annunciato che Epix sarebbe stato aggiunto a DirecTV a partire dal 19 maggio, rendendo il provider satellitare l'ultimo grande provider di televisione a pagamento americana convenzionale a iniziare a offrire il servizio. (L'aggiunta del servizio alla scaletta di DirecTV era già prevista fin dall'acquisizione da parte di AT&T nel 2015, poiché AT&T prevedeva di unificare le lineup dei programmi delle allora due sue offerte MVPD, cioè i classici canali lineari via cavo o satellite). L'accordo affermava anche che Epix sarebbe stato disponibile sul servizio vMVPD (cioè su servizi TV streaming che raggruppano contenuti televisivi in diretta e on-demand) complementare DirecTV Now (da allora ribattezzato DirecTV Stream), che ha iniziato a offrire il multiplex Epix l'8 agosto 2019.  Il 7 giugno 2019, attraverso un accordo tra MGM e Amazon, Epix è stato aggiunto ai canali Prime Video come componente aggiuntivo premium disponibile per gli abbonati Prime Video. Il 16 giugno 2020, MGM ha raggiunto un accordo con Philo per offrire i canali lineari Epix (meno Epix Drive-In) come servizio premium aggiuntivo e contenuti VOD ai suoi abbonati vMVPD. L'11 dicembre 2020, MGM e FuboTV hanno annunciato che Epix sarebbe stato aggiunto al vMVPD di quest'ultimo a partire dallo stesso giorno.
Il 26 maggio 2021, Amazon ha annunciato la sua intenzione di acquisire MGM Holdings per 8,45 miliardi di dollari, la pandemia da COVID-19 e il crescente predominio del mercato dello streaming a causa della chiusura delle sale cinematografiche durante a pandemia sono stati citati come fattori che hanno contribuito alla decisione di MGM di vendere. Prevedendo di concludere l'accordo per metà del 2022, Metro-Goldwyn-Mayer e le sue divisioni avrebbero continuato ad operare sotto la nuova società madre come etichetta all'interno dei contenuti già esistenti di Amazon. Non è chiaro se Epix Now avebbe continuato ad essere venduto separatamente da Prime Video, e se Epix continuerà a essere venduto à la carte tramite Apple TV Channels e The Roku Channel, che competono con la piattaforma Prime Video Channels di Amazon, o se continuerà a mantenere gli accordi di sub-licenza della cineteca con Hulu e Paramount+ dopo la vendita. La fusione è stata finalizzata il 17 marzo 2022.

### Rebranding come MGM+
Il 28 settembre 2022, MGM ha annunciato che Epix sarebbe stato rinominato MGM+ il 15 gennaio 2023, in coincidenza con la premiere della terza stagione di Godfather of Harlem. Il presidente di Epix Michael Wright ha spiegato che la mossa mette in sinergia il servizio con la casa madre e aiuta ad aumentare l'attenzione del pubblico sul servizio, Wright ha dichiarato:
"Da tempo sentiamo che questo è il miglior servizio di cui molte persone non hanno mai sentito parlare. [...] A parte i singoli spettacoli, il servizio non è mai stato commercializzato. Ora hai questo nome incredibilmente potente e rumoroso che significa qualcosa per le persone. Potresti spendere cinque anni e $100 milioni cercando di lanciare un nuovo marchio e non avresti il valore del marchio che ottieni con MGM. È davvero una specie di regalo".
Wright ha anche affermato che l'aggiunta di un "+" a "MGM" indica che mentre il canale continuerà con un'offerta via cavo lineare, MGM+ si posizionerà anche come servizio gemello dei servizi di streaming di Amazon, insieme ad Amazon Prime Video e a supporto di Amazon Freevee (al punto che Wright ha rivelato che è stata Amazon a spingere per un tale rebranding dopo l'acquisizione dell'azienda); il servizio dovrebbe rimanere à la carte alla stessa tariffa mensile di $5,99 di prima. Con il trasferimento, il servizio si riposizionerà anche per concentrarsi maggiormente sulla programmazione originale della rete e sulla cineteca MGM, anche se continuerà a trasmettere le recenti uscite della Paramount Pictures così come da accordo già in essere (e in effetti, la promozione della rete e il trailer del rebrand includeva il film della Paramount The Lost City, oltre a promuoversi come sede della prima televisiva via cavo di Top Gun: Maverick della Paramount). Il giorno del lancio del rebranding, That's Entertainment!, un film del 1974 che celebra la storia dei musical della MGM e un titolo della libreria MGM precedente al 1986 di proprietà della Warner Bros., è stato aggiunto alla piattaforma di streaming della rete.

## Canali

### Elenco dei canali
A seconda del fornitore di servizi, MGM+ fornisce fino a cinque canali multiplex 24 ore su 24, tutti trasmessi in simulcast sia in definizione standard che in alta definizione, oltre a un servizio di video on demand in abbonamento (MGM+ on Demand). La distribuzione dei tre canali multiplex del servizio, MGM+ Hits, MGM+ Marquee e MGM+ Drive-In, varia a seconda del provider. (La disponibilità del provider dei canali multiplex è indicata nelle descrizioni nella tabella sottostante).
MGM+ trasmette feed regionali basati sul fuso orario del suo canale principale che opera su entrambi i fusi orari, orientale e del Pacifico, sebbene i suoi canali multiplex siano programmati esclusivamente sul fuso orario orientale. Il feed del fuso orario orientale funge da versione predefinita del canale MGM+ principale disponibile tramite il servizio di abbonamento OTT della rete; le piattaforme TV Everywhere della rete e i canali OTT su Apple TV, Amazon Prime Video e Roku; e la maggior parte dei provider IPTV satellitari, virtuali MVPD e wireline nazionali (inclusi DirecTV, Dish Network, Sling TV, YouTube TV e Verizon Fios).
Ad eccezione di AT&T U-verse, che trasmette entrambi i feed costieri in tutti i suoi mercati, MGM+ limita in gran parte geograficamente la distribuzione del suo feed dell'ora del Pacifico ai fornitori nei fusi orari del Pacifico, della montagna, dell'Alaska e delle Hawaii-Aleutine. Poiché ogni feed di regione opposta è limitato principalmente ai fornitori di linee fisse locali all'interno della corrispondente regione di servizio (di solito delineata dalla linea della Central Time Zone), la differenza negli orari di trasmissione locali per un particolare film o programma mostrato sul canale principale tra due le posizioni geografiche sono più ampie per gli abbonati di fornitori che ricevono solo il feed dell'ora orientale (fino a sei ore tra i fusi orari degli Stati Uniti continentali), rispetto ai servizi premium concorrenti che in genere confezionano insieme i loro principali feed costieri.
| Canale                        | Descrizione e programmazione |
| ----------------------------- | --- |
| MGM+                          | Il canale di punta, MGM+ trasmette film di successo, serie originali, documentari e speciali comici e musicali. Le trasmissioni di feed ad alta definizione della rete nel formato 1080i e tutte e quattro le reti elencate di seguito vengono convertite in una versione simulcast a definizione standard 480i sulla maggior parte dei fornitori di linee fisse. |
| Epix 2 (MGM+ Hits)            | Canale secondario di MGM+, offre film e speciali aggiuntivi, oltre a repliche di serie e documentari originali visti sul canale principale. Il canale è stato lanciato il 12 maggio 2010 ed è disponibile per gli abbonati a Xfinity, Breezeline, Cox Communications, Charter Spectrum (su sistemi precedentemente gestiti da Time Warner Cable), EPB Fiber Optics, Dish Network, Sling TV, DirecTV, YouTube TV e Verizon FiOS. |
| Epix Hits (MGM+ Marquee)      | MGM+ Marquee presenta lungometraggi e documentari cinematografici recenti e meno recenti, oltre a cabaret originali e speciali musicali visti in precedenza sul canale principale. A differenza del canale MGM+ principale e di MGM+ Hits, Epix Marquee non trasmette i programmi originali con script di MGM+ (ad esempio, Get Shorty, Deep State, ecc.), sebbene occasionalmente offra episodi passati delle serie senza copione della rete. Cronologicamente, MGM+ Marquee, originariamente noto come Epix 3 (da non confondere con il canale precedentemente chiamato The 3 da Epix, ora Epix Drive-In) fino al 31 agosto 2015 ed Epix Hits fino al 15 gennaio 2023, ha debuttato il 1 gennaio 2012, tecnicamente è il quarto canale multiplex di MGM+ lanciato. È attualmente disponibile per gli abbonati di Xfinity, Cox Communications, AT&T U-verse, Charter Spectrum (principalmente sui suoi vecchi sistemi Time Warner Cable), DirecTV, YouTube TV, EPB Fiber Optics, Dish Network e Sling TV.                                                                                        |
| Epix Drive-In (MGM+ Drive-In) | Lanciato come un servizio incentrato sul cinema, MGM + Drive-In si concentra su film d'azione, commedia, fantascienza, fantasy e horror dagli anni '70 ad oggi (costituiti sia da film mainstream che da film di serie B). Cronologicamente, il canale, originariamente noto come The 3 From Epix fino al 31 dicembre 2011 ed Epix Drive-In fino al 15 gennaio 2023, ha debuttato originariamente l'11 agosto 2010, come terzo canale multiplex di MGM+. MGM+ Drive-In, che ha una distribuzione più sparsa rispetto ai suoi canali gemelli, è attualmente disponibile per gli abbonati di Xfinity, Cox Communications, AT&T U-verse, YouTube TV, Charter Spectrum (principalmente sui suoi vecchi sistemi Time Warner Cable), Fibra ottica EPB, Dish Network e Sling TV (l'ultima delle quali offre MGM+ Drive-In a tutti gli abbonati di base, separati dagli altri tre canali nel suo componente aggiuntivo premium MGM+). Tuttavia, non è incluso nei livelli MGM+ venduti ai clienti di DirecTV, Verizon Fios e fornitori MVPD virtuali selezionati (ad eccezione di Sling TV e YouTube TV). |

### ScreenPix
ScreenPix (stilizzato come S CREEN P IX ) è una rete televisiva via cavo premium americana di proprietà di MGMPlus Entertainment LLC, una sussidiaria della Metro-Goldwyn-Mayer. Lanciato il 12 dicembre 2019, come spin-off di Epix, compete principalmente con servizi simili tipo HBO (Cinemax), Showtime (The Movie Channel e Flix) e Starz (Starz Encore e MoviePlex). ScreenPix si basa sui classici del cinema dagli anni '60 agli anni '90 dalle librerie di MGM, Paramount Pictures, Universal Pictures, Sony Pictures Entertainment e The Samuel Goldwyn Company/Samuel Goldwyn Films, che vengono presentati integralmente e senza interruzioni pubblicitarie, oltre a una scelta limitata di serie televisive classiche acquisite.
Inizialmente era disponibile esclusivamente per gli abbonati Xfinity, il canale infatti è stato sviluppato da Epix/MGM attraverso un'espansione di accordo di trasmissione già esistente tra Epix e Comcast che garantiva così al servizio di punta una distribuzione estesa sui bundle del canale Xfinity, con il lancio del canale principale ScreenPix sono stati pubblicati anche tre canali multiplex in aggiunta alla gamma Xfinity.

#### Canali
ScreenPix è costituito da un canale principale generalizzato e tre canali multiplex tematici:
| Canale             | Descrizione e programmazione |
| ------------------ | --- |
| ScreenPix          | Canale principale e fiore all'occhiello dell'offerta, si concentra su un'ampia gamma di film cinematografici di successo al botteghino e di critica usciti tra gli anni '60 e '90.                                                                    |
| ScreenPix Action   | ScreenPix Action si concentra su film d'azione, avventura, horror e arti marziali. |
| ScreenPix Westerns | ScreenPix Westerns presenta un mix di classici film western dagli anni '60 agli anni '90, oltre a repliche selezionate di popolari serie western dagli anni '50 agli anni '70. Attualmente è l'unico canale ScreenPix che trasmette serie televisive. |
| ScreenPix Voices   | ScreenPix Voices è un canale dedicato a sceneggiature e documentari con "prospettive audaci" di registi di diverse origini etniche (con un'attenzione sui contenuti di registi afroamericani).                                                        |

### Altri servizi

#### MGM+ (streaming mobile online e TV Everywhere)
La rete gestisce un servizio di video on demand online e mobile (originariamente noto come Epix HD) disponibile su MGMPlus.com e anche tramite app per dispositivi Android e Android TV, Apple iOS e Apple TV, Chromecast, Microsoft Xbox (sia Xbox 360 che Xbox One), il lettore di streaming Roku, modelli selezionati di Smart TV Samsung e console Sony PlayStation. I contenuti VOD dalla rete sono disponibili anche sui servizi MVPD virtuali Sling TV, YouTube TV, Philo e FuboTV tramite abbonamenti aggiuntivi al servizio MGM+ lineare, mentre i suoi canali video OTT dedicati su Apple TV Channels, Amazon Video Channels e The Roku Channel. Fatta eccezione per gli abbonati di Hulu (che offre MGM+ come componente aggiuntivo VOD senza feed live del servizio lineare a quattro canali), il servizio di streaming richiede un abbonamento al canale lineare tramite un provider televisivo esterno.
Epix ha lanciato al pubblico il suo servizio di streaming on demand il 29 ottobre 2009, un giorno prima del lancio del canale lineare. I contenuti disponibili sulle piattaforme di streaming Epix (così come Epix Now e i servizi Epix on Demand basati sulla televisione) includono film recenti e meno recenti usciti nelle sale provenienti dai suoi accordi sui contenuti per il suo servizio televisivo lineare, programmi originali Epix e film esclusivi VOD di altre case di produzione (costituiti da film indipendenti, film acquistati per la televisione usciti tra gli anni '80 e 2000 e vecchi film cinematografici usciti tra gli anni '30 e '80). I simulcast live dei quattro canali lineari di Epix sono disponibili anche per gli abbonati, a seconda della piattaforma o della modalità di accesso.

#### MGM+ (servizio di streaming in abbonamento over-the-top)
MGM+ (precedentemente noto come Epix Now) è un servizio di streaming in abbonamento over-the-top (OTT) di Epix disponibile online e tramite app per tablet Android, telefoni e dispositivi Android TV, dispositivi Apple iOS e Apple TV, Roku e Amazon Fire TV. Il 22 febbraio 2018, MGM ha annunciato l'intenzione di lanciare un servizio di streaming OTT da vendere direttamente ai non abbonati del servizio lineare Epix, insieme ai piani per lo streaming 4K HDR per i loro film sulla app Apple TV (diventando la prima rete televisiva americana per offrire i suoi contenuti di film in streaming in questo formato).
Epix Now è stato lanciato ufficialmente su dispositivi Apple iOS, Apple TV e Android il 10 febbraio 2019; le app per i dispositivi Roku e Fire TV sono state lanciate il 28 marzo e per i dispositivi Android TV il 31 maggio 2019. Epix Now offre l'accesso on-demand ai lungometraggi dei partner, un catalogo di episodi delle serie originali Epix attuali e precedenti (con i nuovi episodi resi disponibili per lo streaming nella loro trasmissione originale sul canale Epix lineare principale), documentari prodotti per Epix, contenuti di terze parti partner e speciali di cabaret e musica. Il servizio offre anche live streaming di tutti e quattro i canali multiplex MGM+ e la visualizzazione offline dei contenuti dell'app tramite download diretto. (MGM+ è l'unico servizio di streaming OTT premium legato al canale che offre l'elenco completo dei canali multiplex del servizio associato: al contrario, i servizi OTT di Showtime e Starz forniscono rispettivamente solo i feed est/ovest dei canali principali di Showtime, Starz e Starz Encore, mentre HBO Max attualmente non offre feed live di HBO e Cinemax).

#### MGM+ On Demand
MGM+ On Demand è il servizio televisivo di video on demand di MGM+ disponibile per gli abbonati del canale senza costi aggiuntivi. Offre lungometraggi dei partner e serie originali della rete, oltre a concerti originali e speciali di cabaret che sono stati precedentemente trasmessi sulla rete. La selezione dei programmi a rotazione di MGM+ On Demand include nuovi titoli selezionati che vengono aggiunti ogni venerdì, insieme ai titoli dei programmi esistenti trasmessi una a due settimane prima. È disponibile per gli abbonati MGM+, e per gli abbonati a Charter Communications (inclusi gli ex sistemi Time Warner Cable e Bright House Networks che ora fanno parte di Charter Spectrum), Cox Communications, Dish Network, Mediacom, Sling TV e Verizon FiOS.

## Programmazione

### Libreria di film
MGM+ ha attualmente accordi esclusivi con grandi e piccoli studi cinematografici indipendenti. As of April 2020, i film presenti sul canale includono principalmente le uscite recenti e i contenuti della cineteca di due dei genitori aziendali originali della rete, l'omonimo Metro-Goldwyn-Mayer (insieme ai contenuti della sussidiaria Orion Pictures e al prodotto della libreria di United Artists, The Samuel Goldwyn Company, Motion Picture Corporation of America e PolyGram Filmed Entertainment), Paramount Pictures di proprietà di Paramount Global (insieme ai contenuti cinematografici delle sue controllate Paramount Players, Paramount Animation, MTV Films, Comedy Central Films, BET Films e Nickelodeon Movies nonché prodotti di libreria da ora- unità defunte Paramount Vantage, Republic Pictures e Insurge Pictures), così come Lions Gate Entertainment (insieme ai contenuti delle sussidiarie Summit Entertainment, Grindstone Entertainment Group e Pantelion Films e unità ora defunte/ex Mandate Pictures, Artisan Entertainment, Codeblack Films, Mandalay Pictures, Maple Pictures, Prism Pictures e Trimark Pictures, tutte fo r film usciti prima del 2019), oltre ai lungometraggi di Samuel Goldwyn Films e Roadside Attractions. (Lionsgate detiene una partecipazione del 45% in Roadside, con la quota rimanente detenuta principalmente dai fondatori dello studio Howard Cohen ed Eric d'Arbeloff.)
Da giugno 2019, il canale offre anche prodotti cinematografici in sublicenza di Sony Pictures Entertainment (che include film di Columbia Pictures, TriStar Pictures, Sony Pictures Classics, Screen Gems e Morgan Creek Entertainment, tra gli altri); l'accordo con la libreria Sony comprende i tre servizi multiplex di MGM +, MGM + Hits, MGM + Marquee e MGM + Drive-In, ed è stato esteso per includere il servizio gemello ScreenPix al suo debutto a dicembre 2019. (Sony ha anche mantenuto un accordo di licenza per la televisione a pagamento con Starz, dal 2004 al 2021, per le recenti uscite cinematografiche dello studio. ). Da novembre 2020, il canale offre anche prodotti cinematografici in sub-licenza di Walt Disney Studios Motion Pictures (compresi i contenuti di 20th Century Studios), Warner Bros. Pictures (compresi i contenuti di New Line Cinema e Castle Rock Entertainment) e mantiene i diritti esclusivi VOD sui film distribuiti da Screen Media Films, Sonar Entertainment e Gravitas Ventures.
Sebbene Lionsgate abbia acquisito Summit Entertainment nel gennaio 2012, lo studio mantiene un accordo di produzione cinematografica esistente con la rivale HBO, iniziato nel 2013 attraverso un contratto iniziale di cinque anni che copre tutte le uscite di Summit fino al 2017; Summit ha rinnovato il contratto HBO per altri quattro anni (estendendosi ai film usciti fino al 2022) il 1 ° marzo 2016 e, pertanto, i film di Summit non possono essere trasmessi sulle reti del concorrente Starz di proprietà di Lionsgate. L'11 giugno 2019, Lionsgate ha firmato un accordo di distribuzione di prima esecuzione esclusiva di due anni con Hulu e FX controllati dalla Walt Disney Company che entrerà in vigore dopo la scadenza del contratto di Epix con Lionsgate alla fine del 2019; in base all'accordo, in cui Epix manterrà i diritti di streaming/cavo a pagamento per i film distribuiti dallo studio prima del 31 dicembre 2019, le uscite cinematografiche di Lionsgate nel 2020 e nel 2021 saranno rese disponibili su Hulu e FX tra la seconda metà del 2020 e il 2021, prima che lo studio torni a una tradizionale finestra via cavo a pagamento tramite Starz di proprietà di Lionsgate nel 2022. Nonostante la fusione avvenuta nel dicembre 2019 di Viacom e CBS Corporation, riportando Paramount Pictures e Showtime sotto una proprietà comune, il 24 febbraio 2021, Paramount ha rinnovato il suo accordo di produzione con Epix in un accordo multipiattaforma che, oltre a continuare a consentire alla rete di piattaforme per offrire le recenti uscite di Paramount, concede a Paramount+ il diritto di prelazione per la maggior parte delle future uscite cinematografiche dello studio (sebbene il servizio di streaming fornirà deferenza espositiva a Epix per alcuni titoli che la prima sceglie di non offrire prima nella finestra di distribuzione a due tracce) e diritti di sub-licenza sia per la cineteca completa di Epix (simile agli accordi della rete con Prime Video e Hulu) sia per le future versioni di MGM che hanno concluso la loro finestra iniziale di esclusività di Epix.
Si afferma che la finestra tra l'uscita iniziale di un film nelle sale e la sua messa in onda iniziale su MGM + sia leggermente ridotta rispetto al periodo di grazia tra la sua uscita nelle sale e la sua prima trasmissione televisiva a pagamento su HBO / Cinemax, Showtime o Starz; in quanto tali, i film avranno una durata di trasmissione più lunga durante il periodo di validità del contratto di licenza rispetto a quanto è attualmente possibile con gli altri principali canali premium. Il formato di programmazione di MGM + è simile a quello del canale principale di Starz Encore, in quanto il suo programma include le uscite di film recenti che sono intervallate da film più vecchi usciti tra gli anni '70 e '90, con film di recente uscita spesso programmati insieme ai titoli di film più vecchi durante il giorno e fasce orarie di prima serata. 

### Programmazione originale
Prima del lancio della rete, Epix ordinò il suo primo episodio pilota della serie Tough Trade (che sarebbe stato prodotto dall'allora azienda sorella Lionsgate Television). Il dramma, creato da Jenji Kohan (creatore di Weeds e Orange Is the New Black), avrebbe dovuto essere incentrato su tre generazioni di una famiglia disfunzionale coinvolta nella musica country. Il pilot è stato girato alla fine dell'estate 2009 a Nashville, con l'intento di essere ripreso nella serie per il debutto nel 2010; tuttavia, Epix ha rifiutato di dare il via libera a Tough Trade. Il primo speciale comico originale della rete è stato invece Stark Raving Black di Lewis Black, presentato in anteprima sul canale il 5 dicembre 2009.
Laverne McKinnon (che in precedenza è stata responsabile dello sviluppo di serie drammatiche per la CBS), si è dimessa dal suo ruolo di vicepresidente esecutivo della programmazione originale e dello sviluppo per Epix il 4 agosto 2011 Successivamente, Epix è rimasta attiva nella produzione di altri programmi originali esclusivi, inclusi documentari, sport, commedie e speciali musicali. Il 30 giugno 2012, Epix ha lanciato uno show speciale mensile di commedie chiamato "Epix Comedy Unbound", consistente in un episodio speciale nell'ultimo fine settimana di ogni mese; il primo speciale ad essere trasmesso come parte dello showcase è stato Jim Norton: Please Be Offended.
All'inizio del 2015, Epix ha rinnovato i suoi sforzi di programmazione con sceneggiatura originale dopo una pausa di quattro anni, sottolineando lo sviluppo di serie drammatiche. Questi piani sono stati concretizzati il 12 gennaio 2015, quando Epix ha assunto Jocelyn Diaz — che, immediatamente prima della sua nomina, aveva ricoperto il ruolo di vicepresidente della produzione presso The Walt Disney Studios ed era in precedenza stata capo dello sviluppo drammatico presso HBO — come vicepresidente esecutivo della programmazione e dello sviluppo di prodotti originali.
L'8 luglio di quell'anno, Epix annunciò il suo primo progetto con sceneggiatura originale che sarebbe stato ripreso come serie, entrambi previsti per il debutto nell'autunno 2016: Graves, una satira politica della Lionsgate Television, del creatore Joshua Michael Stern (con Nick Nolte e Sela Ward nel cast dello show), su un ex presidente americano che cerca di riparare i danni causati dalla sua amministrazione, e Berlin Station, un dramma di spionaggio prodotto dalla Paramount Television, sulla ricerca da parte di un agente della CIA per scoprire una fuga di informazioni nella sede dell'agenzia di Berlino. Le due serie hanno fatto il loro debutto il 16 ottobre 2016.
La rete avrebbe ampliato lo sviluppo della serie nel maggio 2016, quando Epix ha ordinato una serie comica thriller basata sul libro del 1990 e sull'adattamento cinematografico del 1995 Get Shorty - con Ray Romano e Chris O'Dowd scelti come protagonisti del cast - che sarebbe stata prodotta da MGM Television. Successivamente, nel gennaio 2017, la rete ha ordinato il pilot della commedia Picture Paris, un adattamento in serie del cortometraggio del 2011 scritto da Brad Hall, che è stato scelto come showrunner; il programma segnerebbe il primo ruolo televisivo importante di Meg Ryan, che è stata scelta come protagonista, dal suo ruolo nella breve serie western della ABC del 1985 Wildside.

### Programmazione sportiva
Il 19 marzo 2011, Epix è diventato il terzo canale via cavo premium, dopo HBO e Showtime, a trasmettere eventi di boxe professionistica con la trasmissione televisiva di un incontro per il titolo dei pesi massimi tra Vitali Klitschko e Odlanier Solis, tenutosi a Colonia, in Germania. Oltre ad essere andato in onda sul canale lineare Epix, il combattimento è stato anche trasmesso in streaming in diretta sul sito web del canale. Il combattimento è stato il primo evento per il titolo dei pesi massimi andato in onda sulla televisione americana dal match di Klitschko del settembre 2009 contro Chris Arreola (andata in onda un mese prima del debutto di Epix), e il primo incontro di campionato dei pesi massimi televisivo dal match di Klitschko del dicembre 2009 contro Kevin Johnson.
MGM+ detiene anche i diritti di trasmissione per il torneo di arti marziali miste del Bellator Fighting Championships, trasmesso sul canale multiplex MGM+ Hits, invece che sul canale principale.
A partire dalla stagione 2014-15 ha iniziato ha trasmettere gli incontri della National Hockey League fino alla stagione 2016-17, Epix deteneva anche i diritti di trasmissione dei documentari che precedevano alcuni dei principali eventi della lega, a partire dal Winter Classic 2015. Il tutto si interrotto con la stagione 2017-18, quando la trasmissione di tale eventi è approdata su NBCSN.